# Aeropuerto de Badajoz
El Aeropuerto Internacional de Badajoz (IATA: BJZ, OACI: LEBZ) es un aeropuerto español de Aena que está situado a 14 kilómetros del centro urbano de la ciudad de Badajoz (España), pero dentro de su término municipal, junto a la Base Aérea de Talavera la Real, también dentro del término municipal de Badajoz, y a 45 km de Mérida. El aeropuerto se encuentra conectado con ambas ciudades por la Autovía de Extremadura (A-5).
Comparte pista y torre de control con una base aérea del ejército del aire español, la de Talavera la Real. La terminal civil y la base aérea están separadas por la pista, diferenciando así las dos instalaciones.
Entre 2006 y 2007, el aeropuerto sufrió una serie de obras para hacer efectiva una ampliación de la terminal (de 2500 m² a 4400 m²), de la plataforma de aeronaves (de 16 000 m² a una para aviación comercial de 30 000 m² y otra de aviación general de 5000 m²) y del aparcamiento (pasando de 129 a 245 plazas, todas gratuitas). El 28 de julio de 2010 se puso fin a todas las obras con la puesta en funcionamiento del resto de instalaciones.
Además, en enero de 2009 se licitó el recrecido y la repavimentación de la pista de aterrizaje y la calle de rodadura hasta la plataforma civil, con un importe de 6.7 millones de € y 6 meses de plazo de ejecución, ya finalizada.
También se encuentran en distintas fases partidas para mejorar las comunicaciones y el control del Aeropuerto, así como la construcción de una nueva Central Eléctrica por un importe de 4 millones de €.
En 2007 marcó su récord de pasajeros, con 91 585 (fuente: AENA).
Este aeropuerto obtuvo en el año 2008 el certificado internacional ISO-9001.

## Historia
Durante la guerra civil se construye en las cercanías de Badajoz el campo de vuelo militar de las Bardocas. Debido a su situación geográfica, la zona se encuentra encajonada entre los ríos Guadiana y Gévora, no es posible la ampliación de las instalaciones. Esta circunstancia obliga a construir un nuevo aeródromo próximo a Talavera la Real, a 14 kilómetros de Badajoz.
A principios de 1951, se inicia la explanación de la pista de vuelo y en el verano de ese mismo año se termina la torre de control. Las dos pistas inicialmente previstas, quedaron reducidas a una, con orientación 13-31, y que en la actualidad, tras varias ampliaciones, tiene una longitud de 9348 pies (2805 m), y está equipada con las "crash barriers" (Barreras de frenado), que tanto impresionaron al Ministro del Aire, General Gallarza, en su visita a los Estados Unidos de América en mayo de 1954. La pista se concluye a principios de 1953, y en diciembre se instala la Escuela de Reactores del Ejército del Aire.
La base aérea mejora sus instalaciones y el 12 de septiembre de 1958 se abre al tráfico aéreo nacional. En junio de 1954 se establecen las servidumbres aeronáuticas de Talavera, posteriormente modificadas en 1968.
Los primeros vuelos comerciales que partieron de Badajoz hacia Madrid, lo hicieron en los años 40, usando como base el aeródromo de Las Bardocas, y no fue hasta el 12 de septiembre de 1958 en que se abrió al tráfico aéreo nacional, el aeropuerto de Badajoz, siendo operada la línea aérea Madrid-Badajoz por la compañía Aviaco. La primera línea aérea regular de la compañía Iberia se inaugura el 14 de julio de 1976 con la línea Madrid-Badajoz, y se utilizan las instalaciones de la base aérea para la atención de los pasajeros.
Los problemas que surgen por el uso conjunto del aeropuerto aconsejan la construcción de una plataforma de estacionamiento de aeronaves y un edificio terminal independientes en el lado opuesto de la pista. Las obras se inician en 1981 y concluyen en 1983, aunque el terminal no se utiliza hasta 1990, momento en el que se establecen dos vuelos diarios con Madrid y dos vuelos por semana con Barcelona.
El aeropuerto de Badajoz es de los pocos aeropuertos españoles en donde ha estado presente el Concorde de Air France. Este hecho sucedió el 5 de junio de 1989, y fue usado como premio para los ganadores de un concurso organizado por Caja de Badajoz celebrando su centenario de creación, y la razón más probable por la que aterrizó en este aeropuerto es que por aquel entonces poseía una de las pistas de aterrizaje de mayor longitud de todo el país, lo que era idóneo para el Concorde. Este hecho suscitó una gran expectación entre la población, aunque no se guardan registros de noticiarios de aquel día, por lo que no se puede medir hasta qué punto llegó.
Otras aerolíneas que han operado en el Aeropuerto de Badajoz y que actualmente no lo hacen son Volotea, Air Europa Express, Lagun Air y Spanair.
Entre marzo de 2007 y mayo de 2009 Air Nostrum operó una ruta regular con Bilbao, con dos frecuencias semanales. Tras una pausa en las actividades del aeropuerto, causadas por la negativa de la Junta de Extremadura a renovar la subvención a la compañía Air Nostrum en enero de 2012, la compañía Helitt toma el relevo de las operaciones con vuelos regulares a Madrid, Barcelona y Málaga desde marzo del mismo año. En febrero de 2013 cancela todas sus operaciones desde el Aeropuerto de Badajoz.
En la primavera de 2014, se iniciaron negociaciones con el Aeropuerto de Melilla, sito en dicha ciudad española, y se tiene previsto el inicio de operaciones con este aeropuerto, para tráfico aéreo de tipo civil, en verano de ese mismo año. La operativa nunca se llegó a iniciar.
En febrero de 2016, Air Nostrum retomó la operativa regular a Madrid (seis frecuencias semanales) y Barcelona (cuatro frecuencias semanales). Desde octubre de 2018, las rutas regulares a Madrid y Barcelona fueron declaradas como Obligación de Servicio Público (OSP). Operadas por Air Nostrum, la ruta a Madrid dispone de 11 frecuencias semanales y la ruta a Barcelona de 4 frecuencias semanales.
La frecuencia civil de la Torre de Talavera es 122.1 MHz.

## Accesos
El acceso hasta el Aeropuerto de Badajoz es por carretera, ya sea en vehículo privado, taxi o autobús urbano. 
Se accede a las instalaciones a través de la carretera básica   EX-120 , que conecta Balboa (Badajoz) con la antigua   N-5  con dos ramales, hacia el oeste dirección Villafranco del Guadiana y hacia el este dirección Talavera la Real. En estos enlaces se han construido glorietas que facilitarán las incorporaciones. Siendo la glorieta de la   EX-120  con Balboa (Badajoz) en el PK 5+100 la última en ser construida tras reformarse el cruce.
Esta carretera, desde inicios de 2024, es competencia de la Junta de Extremadura, siendo esta la antigua   BA-023 , únicamente con ensanchamiento y mejoras de seguridad.
Desde el 3 de julio de 2024, la línea 12 de TUBASA conecta el aeropuerto con múltiples puntos de la ciudad de Badajoz. Las frecuencias se disponen para coincidir con la llegada y la salida de los vuelos programados.

## Evolución del Tráfico de Pasajeros
Ver fuente y consulta Wikidata.
Durante el año 2024, el Aeropuerto de Badajoz ha recibido un total de 91.352 pasajeros.
| Evolución del tráfico de pasajeros   |
|                                      |
| Fuente: Aeropuerto de Badajoz - Aena |

## Evolución del Número de Operaciones
Durante el año 2024, el Aeropuerto de Badajoz ha realizado 3.446 operaciones.
| Evolución del número de operaciones  |
|                                      |
| Fuente: Aeropuerto de Badajoz - Aena |

## Infraestructuras

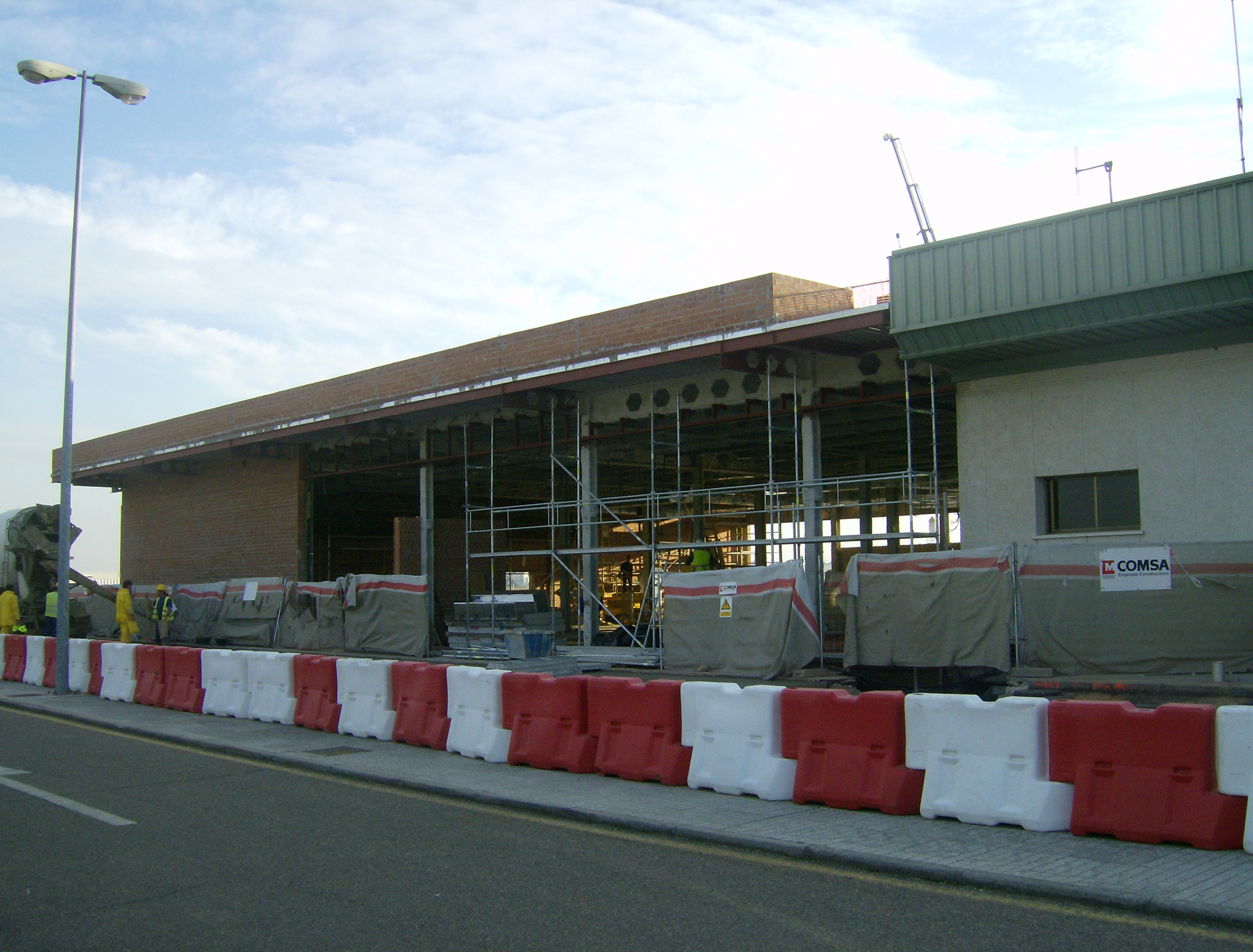
Obras de ampliación de la terminal de pasajeros del Aeropuerto de Badajoz en septiembre de 2008.

Este aeropuerto disponía en el año 2008 de las siguientes infraestructuras:
- 1 pista de 2850 metros.
- 1 plataforma de aeronaves de 16 000 m².
- 1 Terminal de pasajeros dotada de:
  - 4 Mostradores de facturación.
  - 1 Filtro de Seguridad.
  - 2 Puertas de Embarque.
  - 1 Cinta de recogida de equipajes.
  - Cafetería - Restaurante.
  - Mostradores de Aerolíneas.
  - Oficinas Alquiler de Coches.
  - Oficina escuela de aviación.
- 1 aparcamiento gratuito de 129 plazas.
- 1 parada de Taxis.

Así quedó en julio de 2010 después de la ampliación:
- 1 pista de 2850 metros.
- 2 plataformas de aeronaves, de 30 000 y 5000 m².
- 1 Terminal de pasajeros dotada de:
  - 8 Mostradores de facturación + 1 para equipajes especiales.
  - 1 Filtro de Seguridad.
  - 3 Puertas de Embarque.
  - 1 Hipódromo en patio de salidas.
  - 2 Cinta de recogida de equipajes + 1 para equipajes especiales.
  - Sala de Control de Pasaportes.
  - Cafetería - Restaurante.
  - Zona Comercial.
  - Mostradores de Aerolíneas.
  - Oficinas Alquiler de Coches.
  - Oficinas escuela de aviación.
- 1 aparcamiento gratuito de 245 plazas.
- 1 parada de Taxis.

## Códigos Internacionales
- Código IATA: BJZ
- Código OACI: LEBZ

## Aerolíneas y destinos

### Destinos nacionales
| Ciudades            | Aeropuerto                                     | Aerolíneas                               | Aeronaves | Frecuencias semanales |
| España              | España                                         | España                                   | España    | España                |
| ------------------- | ---------------------------------------------- | ---------------------------------------- | --------- | --------------------- |
| Islas Baleares      |                                                |                                          |           |                       |
| Palma de Mallorca   | Aeropuerto de Palma de Mallorca                | Air Nostrum (Estacional)                 |           |                       |
| Canarias            |                                                |                                          |           |                       |
| Gran Canaria        | Aeropuerto de Gran Canaria                     | Air Nostrum (Estacional) Binter Canarias |           |                       |
| Cataluña            |                                                |                                          |           |                       |
| Barcelona           | Aeropuerto Josep Tarradellas Barcelona-El Prat | Air Nostrum                              |           |                       |
| Comunidad de Madrid |                                                |                                          |           |                       |
| Madrid              | Aeropuerto Adolfo Suárez Madrid-Barajas        | Air Nostrum                              |           |                       |

## Ayudas a la navegación
Dispone de distintas radioayudas a la navegación.
- Pista 31: ILS CAT I con localizador ITL emitiendo en 110.5 MHz, senda de planeo emitiendo en 329.6 MHz desde 38°53′10.5″N 006°48′35.7″O / 38.886250, -6.809917. Radiobaliza exterior (OM) en 75 MHz desde 38°48′26.1″N 006°41′56.9″O / 38.807250, -6.699139 y radiobaliza intermedia (MM) en 75MHz desde 38°52′41.8″N 006°47′52.7″O / 38.878278, -6.797972.
- DVOR: con localizador VBZ emitiendo en 116.8 MHz desde 38°53′24″N 006°48′57″O / 38.89000, -6.81583.
- NDB: con localizador BJZ emitiendo en 298 kHz desde 38°49′00″N 006°41′54″O / 38.81667, -6.69833.
- TACAN: con localizador TBC emitiendo en CH25 desde 38°53′30″N 006°49′07″O / 38.89167, -6.81861.